# Чемпіонат Папуа Нової Гвінеї з футболу
Чемпіонат Папуа Нової Гвінеї з футболу або Національна Соккер Ліга Папуа Нової Гвінеї (англ. Papua New Guinea National Soccer League) — змагання з футболу з-поміж клубів Папуа Нової Гвінеї, в ході якого визначається чемпіон країни й представники міжнародних клубних змагань.

## Історія
Перші футбольні змагання на території Порт-Морсбі ще в 1962 році, але ні переможців ні команд-учасниць до сьогодні нам невідомо. В 1976 році в країні почали проводити національний чемпіонат, але він мав статус аматорського змагання, тому до нинішнього чемпіонату Папуа Нової Гвінеї з футболу він не має стосунку. В наступному році також почали проводити Національний Окружний Чемпіонат, який також мав аматорський статус. З середини 80-х років і до 2000 року виникають регіональні чемпіонати.
У 2006 році було створено напівпрофесійний національний чемпіонат, в першому розіграшу цього чемпіонату взяло участь 8 команд. Цікавим є той факт, що до 2008 року в країні продовжував існувати аматорський національний чемпіонат.
Найтитулованішим клубом країни є «Хекарі Юнайтед», який 8 разів перемагав у національному чемпіонаті. Але в сезонах 2015 та 2015/16 років переможцем національної першості ставав «Лае Сіті Двеллерз».

## Формат турніру
Чемпіонат має статус напівпрофесійного. Матчі проходять з лютого по червень. Відповідно до національного регламенту та правил ФІФА він проходить у два кола. Формат проведення турніру неодноразово змінювався. Починаючи з 2015 року з ліги жоден клуб не вилітає до нижчого дивізіону, попри те, що він в країні існує. Так, у сезоні 2015/16 років чемпіонат проходить у два етапи. На першому етапі команди розділяються на «Північну» та «Південну» групи, в кожній з яких по 4 команди. За підсумками першого етапу по дві найкращі команди з кожної з груп виходять до другого етапу. В ньому кожна команда зіграє по 2 зустрічі одна з одною у два кола, спочатку вдома, а потім — на виїзді. Команди, які посядуть у групі перше та другі місця виходять до «Великого Фіналу», в якому розігрують золоті нагороди національного чемпіонату. Як правило, фінальний поєдинок проходить на «Національному Футбольному Стадіоні» в Порт-Морсбі.
Переможець та фіналіст національного чемпіонату кваліфікуються до Ліги чемпіонів.

## Переможець та віце-чемпіон попередніх років
| Сезон   | Переможець                   | Рахунок                      | Фіналіст                     |
| ------- | ---------------------------- | ---------------------------- | ---------------------------- |
| 2006    | Хекарі Юнайтед               | 2–0                          | Гелле Гіллз Юнайтед          |
| 2007/08 | Хекарі Юнайтед               | 3–2                          | Гелле Гіллз Юнайтед          |
| 2008/09 | Хекарі Юнайтед               |                              | Морсбі Казіно Хотел          |
| 2009/10 | Хекарі Юнайтед               | 5–0                          | Гігіра Лайтепо Моробе        |
| 2010/11 | Хекарі Юнайтед               | 4–0                          | Істерн Старз                 |
| 2011/12 | Хекарі Юнайтед               | 3–0                          | Істерн Старз                 |
| 2013    | Хекарі Юнайтед               | 3–0                          | Порт-Морсбі                  |
| 2014    | Хекарі Юнайтед               | 3–0(*)                       | Лае Сіті Двеллерз            |
| 2015    | Лае Сіті Двеллерз            | 5–1                          | Маданг Фокс                  |
| 2015/16 | Лае Сіті Двеллерз            | 2–0                          | Хекарі Юнайтед               |
| 2017    | Лае Сіті Двеллерз            |                              | Маданг Фокс                  |
| 2018    | Лае Сіті Двеллерз            | 3–0                          | Беста Юнайтед ПНГ            |
| 2019    | Лае Сіті Двеллерз            | 0–0 (пен. 5-4)               | Хекарі Юнайтед               |
| 2019/20 | Лае Сіті Двеллерз            | 1–0                          | Вітіаз Юнайтед               |
| 2021    | не проводився через COVID-19 | не проводився через COVID-19 | не проводився через COVID-19 |
| 2022    | Лае Сіті Двеллерз            | 1–1 (пен. 5-3)               | Хекарі Юнайтед               |
| 2022/23 | Хекарі Юнайтед               | 1–0                          | Лае Сіті Двеллерз            |
| 2024    | Хекарі Юнайтед               | 2–1                          | Гульф Комара                 |

Примітки: (*) Матч зупинений після 70-ї хвилини.

## Переможці по клубах
| Клуб                         | Переможці | Фіналіст | Переможні роки                                                   | Роки фіналів     |
| ---------------------------- | --------- | -------- | ---------------------------------------------------------------- | ---------------- |
| Хекарі Юнайтед               | 8         | 1        | 2006–07, 2007–08, 2008–09, 2009–10, 2010–11, 2011–12, 2013, 2014 | 2016             |
| Лае Сіті Двеллерз            | 2         | 1        | 2015, 2016                                                       | 2014             |
| Гелле Гіллз Юнайтед          | —         | 2        | —                                                                | 2006–07, 2007–08 |
| Істерн Старз                 | —         | 2        | —                                                                | 2010–11, 2011–12 |
| ФК «Морсбі Казіно Хотел» (*) | —         | 1        | —                                                                | 2008–09          |
| Гігіра Лайтепо Юнайтед       | —         | 1        | —                                                                | 2009–10          |
| ФК «Порт-Морсбі»             | —         | 1        | —                                                                | 2013             |
| Маданг Фокс                  | —         | 1        | —                                                                | 2015             |

Примітки:
(*) Фіналіст Рапатона під назвою ФК «Тайгерз».